# Vasco Martins Serrão de Moura
Vasco Martins Serrão, chamado de de Moura, foi o terceiro filho do frei Martim Rodriguez Freire, de Calatrava, e neto de D. Pedro Rodriguez. Com seu irmão mais velho Álvaro Rodriguez tomou a vila de Moura dos mouros, de acordo com o Conde Dom Pedro.
Ele participou da conquista do Algarve, e tomou por armas as do mesmo reino.

## Família
Ele se casou com Theresa Rodriguez, (ou Thereza Pires ou Tareja Pires) criada da rainha D. Brites, esposa do rei Afonso III. Theresa Rodriguez/Pires era filha de Pedro Salvadores de Góis, senhor do Morgado de Góis,  e Maria Espada (ou Maria Nunes de Esposade).
Seus filhos foram:
- Ruy Vasques de Moura[1][3] morreu sem filhos[3][Nota 1]
- Gonçalo Vasques de Moura,[1][3] que foi o primeiro a adotar o sobrenome Moura, ele passou para o reino de Castela, e foi armado cavaleiro pelo rei Afonso XI de Castela. Ele se casou com Maria Anes, filha de João Anes de Brito e Magdalena da Costa.[2]
- Estevão Vasques [1] de Moura [3]
- João Vasques, sem filhos[1][3]
- Dona Mór Vasques, casada com Gil Fagundes[1][3]
- Sancha Vasques, casada com Lourenço Vasques da Fonseca[1][3]
- Urraca Vasques[1]